# Wiped Out
Wiped Out è il secondo album dei Raven, pubblicato nel 1982 per l'etichetta discografica Neat Records.

## Tracce
Testi di Gallagher, Gallagher, Hunter.
1. Faster Than the Speed of Light – 4:23
2. Bring the Hammer Down – 4:21
3. Fire Power – 3:04
4. Read All About It – 3:10
5. To the Limit/To the Top – 7:56
6. Battle Zone – 3:59
7. Live at the Inferno – 5:37
8. Star War – 3:24
9. UXB – 1:38
10. 20/21 – 5:53
11. Hold Back the Fire – 5:16
12. Chainsaw – 3:05

## Formazione
- John Gallagher - voce, basso
- Mark Gallagher - chitarra
- Rob Hunter - batteria